# 苏格兰人酒店
苏格兰人酒店（The Scotsman Hotel Edinburgh）是一座2001年开张的五星级酒店，设在一座爱德华时代（1905年）建筑中，原为苏格兰人报馆。酒店位于皇家一英里和王子街之间的北桥，衔接中世纪风格的爱丁堡老城与乔治式风格的爱丁堡新城。该酒店为英国顶级商务酒店之一。

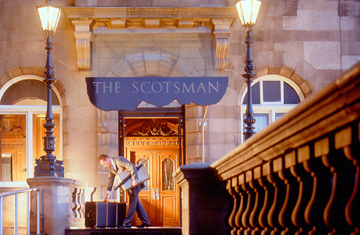
Entrance to The Scotsman Hotel

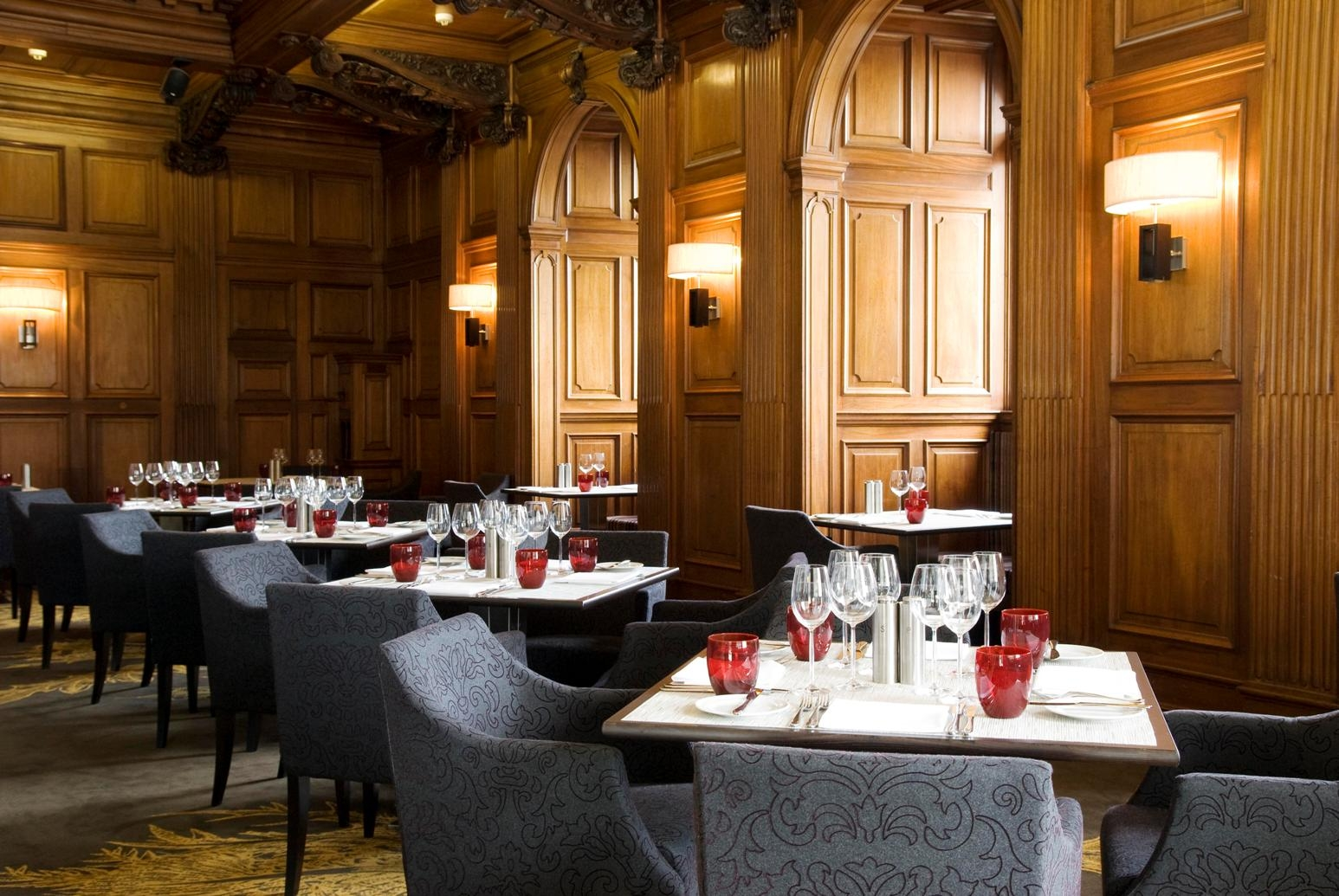

2001年，苏格兰人报馆搬到荷里路德，原报馆大楼建筑被改建为苏格兰人酒店。

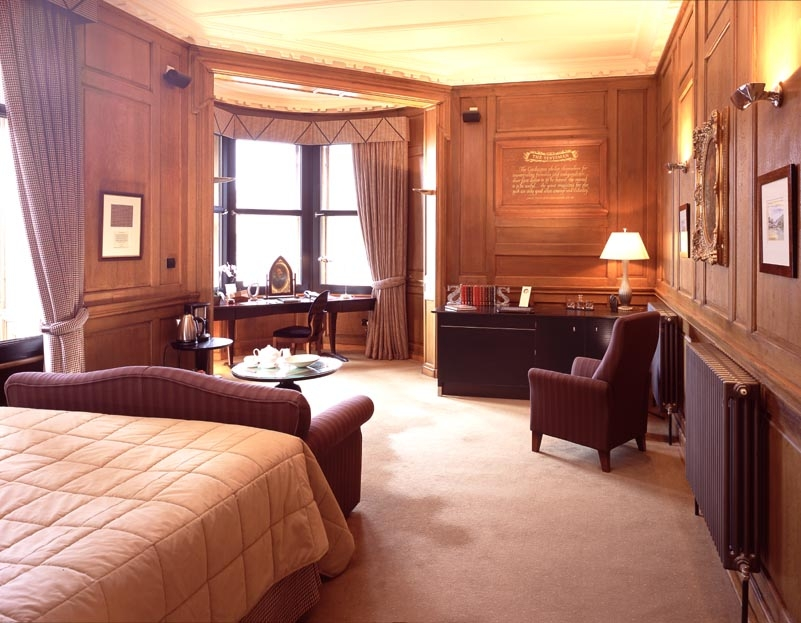
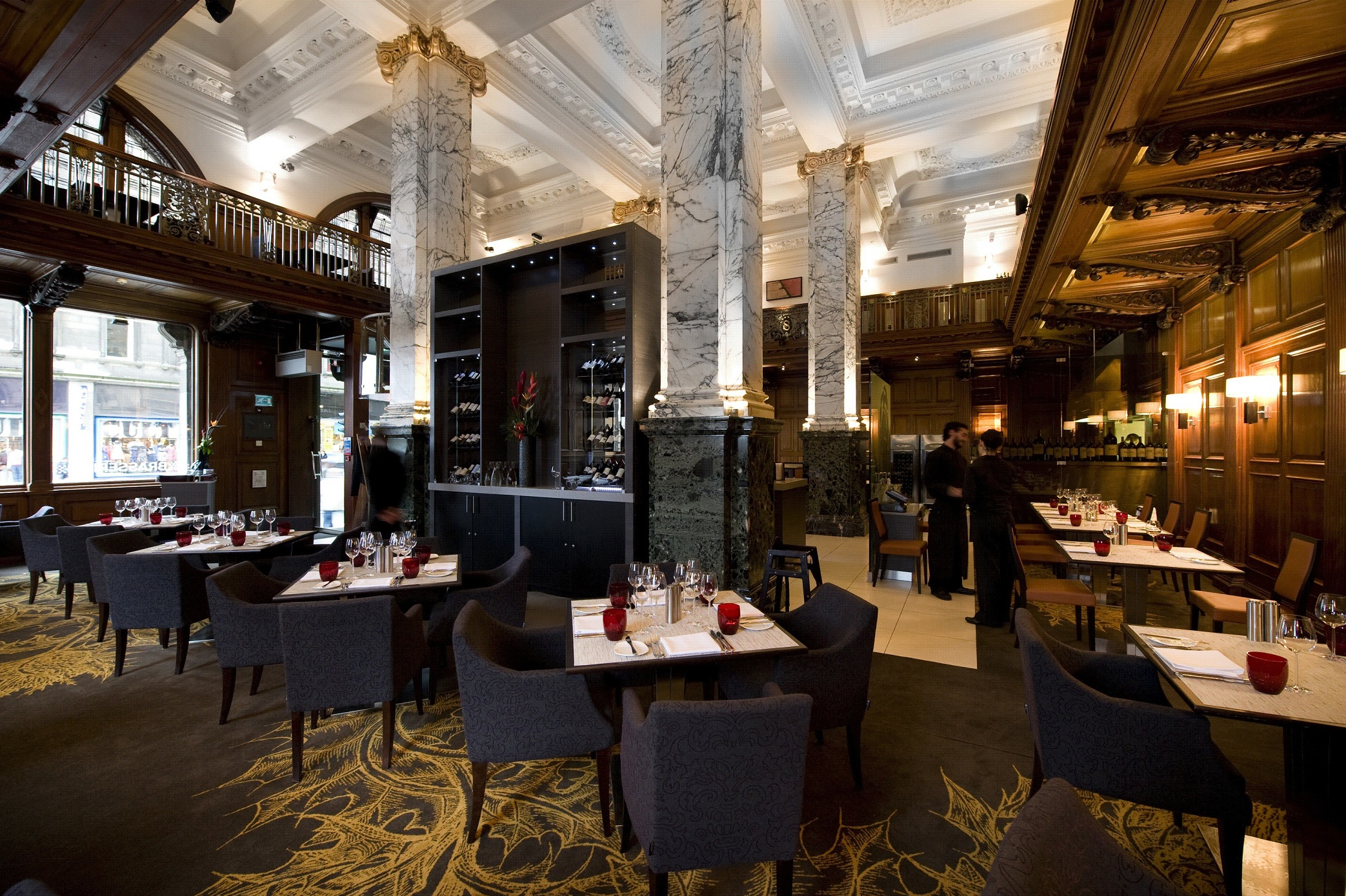
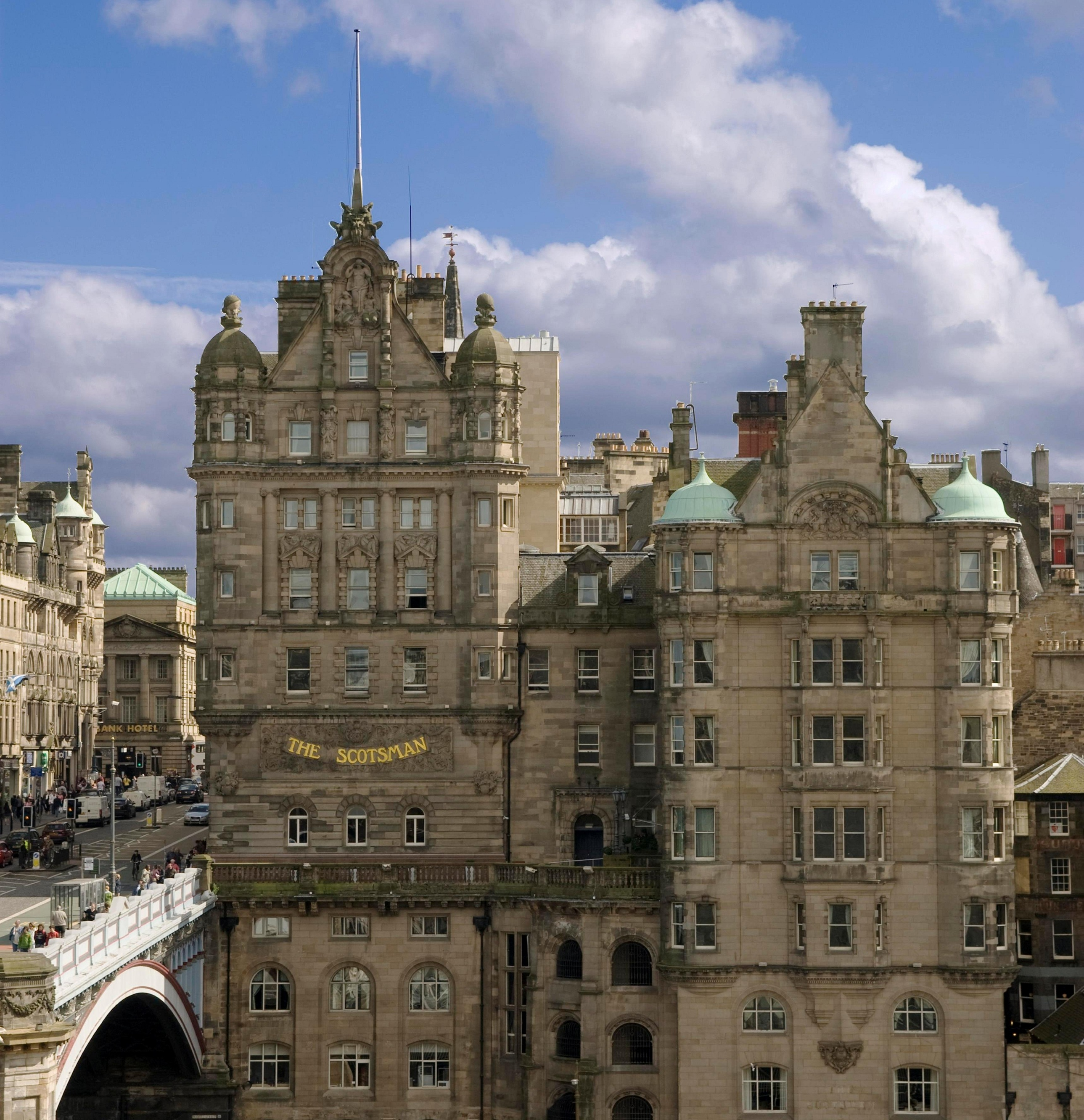